# Серебряная калоша
«Сере́бряная кало́ша» — антипремия, учреждённая радио «Серебряный дождь», вручается «за самые сомнительные достижения в области шоу-бизнеса». Учреждена в 1996 году. Церемония проходила ежегодно до 2015 года. Автор идеи премии — Павел Ващекин.

## Название
Название, очевидно, происходит от выражения «сесть в калошу», что означает «попасть в дурацкое положение», «потерпеть неудачу», «испытать провал» (выражение «посадить кого-либо в калошу» означает «поставить в смешное или неловкое положение»). А прилагательное «серебряный», скорее всего, появилось благодаря собственно радио «Серебряный дождь», а также по аналогии с американской наградой «Золотая малина», которая присуждается за самые провальные работы в кинематографии.

## Церемонии

### Ведущие
- Андрей Фомин (постоянный ведущий, кроме 1997, 2007, 2012 и 2013 годов)
- Владимир Соловьёв и Алексей Агранович (1997 год)
- Татьяна Лазарева (до 2005 года, 2008)
- Нелли Уварова (2006 год)
- Иван Ургант и Александр Цекало (2007 год)
- Ксения Собчак (2009—2013 годы)
- Михаил Шац (2012 год)
- Александр Гордон (2013 год)

### Режиссёры
- Александр Цекало[1]
- Феликс Михайлов[2]

### Гости церемонии
Церемонии традиционно являются закрытыми. Билеты на них не продаются. Радиостанция приглашает около 1000 гостей. Большинство из них — звезды шоу-бизнеса, друзья и партнёры радиостанции. Также она разыгрывает несколько билетов среди своих радиослушателей.

### Трансляция
Трансляция церемонии велась в прямом эфире на радиостанции и в Интернете. Также спустя несколько месяцев трансляция выпускалась в виде телепередачи (телеверсии) на каналах «РТР», «ТВ Центр», «Муз-ТВ», «СТС» и «РЕН ТВ».

### Номинации
Номинации церемонии шуточные и имеющие весьма сложные и издевательские названия. Изначально была попытка создать традиционные номинации, но она не увенчалась успехом, так что каждый год Серебряная калоша назначает победителей по новому набору номинаций. Единственное исключение — коронный «Плагиат года», неизменно присутствующий в программе.

#### Плагиат года
Награда за плагиат является единственной неизменной ежегодной номинацией «Серебряной калоши», однако в 2012 году премия не вручалась, а годом позже вручалась не за песенный плагиат. Таблица не является исчерпывающей из-за поверхностности пресс-релизов «Серебряного дождя», которые часто сообщают лишь исполнителей, но не указывают конкретные песни.
| Год                     | Исполнитель                                  | Песня                                    | Композитор                       | Исполнитель оригинала                                             | Оригинальная песня                                                              | Композитор оригинала |
| ----------------------- | -------------------------------------------- | ---------------------------------------- | -------------------------------- | ----------------------------------------------------------------- | ------------------------------------------------------------------------------- | --- |
| 1996                    | не вручалась                                 | не вручалась                             | не вручалась                     | не вручалась                                                      | не вручалась                                                                    | не вручалась |
| 1997                    | Алена Апина                                  | «Электричка»                             | Олег Молчанов                    | - Алла Пугачёва - Ricchi e Poveri                                 | - «Осенний Поцелуй» - «Come Vorrei»                                             | - Алла Пугачёва |
| 1997                    | «Чиж & Co»                                   | «Перекрёсток»                            | Сергей Чиграков                  | J.J.Cale                                                          | Sensitive Kind                                                                  | ? |
| 1997                    | «Мечтать»                                    | «Лётчик»                                 | Олег Горшков                     | «Shocking Blue»                                                   | Venus                                                                           | Робби ван Леувен |
| 1998                    | Андрей Губин                                 | «Я знаю»                                 | Андрей Губин                     | Backstreet Boys                                                   | Get down                                                                        | ? |
| 1998                    | «Унесённые ветром»                           | «Полтергейст»                            | Дмитрий Чижов                    | Марина Хлебникова                                                 | «Чашка кофею»                                                                   | Дмитрий Чижов |
| 1998                    | Яна                                          | «Голубь»                                 | Я. Будянская                     | No Doubt                                                          | Don’t Speak                                                                     | ? |
| 1998                    | Игорь Крутой                                 | «Неоконченный роман»                     | Игорь Крутой                     | Адриано Челентано                                                 | Il Tempo Se Ne Va                                                               | Тото Кутуньо |
| 1999 (церемония в 2000) | «Запрещённые барабанщики»                    | «Убили негра»                            | Виктор Пивторыпавло              | «Vaya Con Dios»                                                   | Puerto Rico                                                                     | ? |
| 1999 (церемония в 2000) | «ДДТ»                                        | «Ветер»                                  | Юрий Шевчук                      | Адриано Челентано                                                 | Attraverso me                                                                   | - Адриано Челентано - Маурицио Фабрицио |
| 1999 (церемония в 2000) | Земфира                                      | «Искала»                                 | Земфира Рамазанова               | «Lightning Seeds»                                                 | You Showed Me                                                                   | Ян Броуди |
| 1999 (церемония в 2000) | «Грин Грей»                                  | MF                                       | ?                                | «SWV» (англ.)                                                     | Can We                                                                          | ? |
| 1999 (церемония в 2000) | «Девочки»                                    | «У-ла-ла (Говорила мама)»                | Игорь Матвиенко                  | «TLC»                                                             | No Scrubs                                                                       | ? |
| 2000 (церемония в 2001) | Филипп Киркоров                              | «Ты поверишь»                            | ?                                | - к/ф «Три тополя на Плющихе», Майя Кристалинская - Робби Уильямс | - «Нежность (Опустела без тебя земля)» - Supreme                                | - Александра Пахмутова |
| 2000 (церемония в 2001) | Натали                                       | «Черепашка»                              | ?                                | неизв. автор - The Bloodhound Gang - Eiffel 65                    | - The Bad Touch - Blue (Da Ba Dee)                                              | ? ? |
| 2000 (церемония в 2001) | Оскар                                        | «Между мною и тобой»                     | неизв. автор                     | Moby                                                              | Everloving                                                                      | ? |
| 2000 (церемония в 2001) | Децл                                         | «Вечеринка»                              | ?                                | Саманта Мамба                                                     | ?                                                                               | ? |
| 2001 (церемония в 2002) | Алсу                                         | «Когда любовь ко мне придёт»             | Игорь Крутой                     | Тони Брэкстон                                                     | «Un-Break My Heart»                                                             | ? |
| 2001 (церемония в 2002) | Наталья Штурм                                | «Зеркало»                                | Александр Новиков                | Джери Халлиуэлл                                                   | Calling                                                                         | ? |
| 2001 (церемония в 2002) | Аркадий Укупник                              | «Ты Иди За Мной»                         | Аркадий Укупник                  | «The Ventures»                                                    | «Walk, Don’t Run»                                                               | ? |
| 2001 (церемония в 2002) | Барбара                                      | «Там»                                    | Варвара Жарова                   | Земфира                                                           | «Искала»                                                                        | Земфира Рамазанова |
| 2001 (церемония в 2002) | «ДуША»                                       | «Позови меня»                            | ?                                | Линда                                                             | «Отпусти меня»                                                                  | Максим Фадеев |
| 2001 (церемония в 2002) | Лариса Черникова                             | «Хочу быть только с тобой»               | ?                                | Moloko                                                            | Sing It Back                                                                    | ? |
| 2002 (церемония в 2003) | «Иванушки International»                     | «Ночи для любви и воровства»             | Игорь Матвиенко                  | Элтон Джон                                                        | Sorry Seems to Be the Hardest Word                                              | Элтон Джон |
| 2002 (церемония в 2003) | Натали                                       | «Море цвета джинсов»                     | Н. Рудина                        | «Блестящие»                                                       | «А я все летала»                                                                | Андрей Грозный |
| 2002 (церемония в 2003) | Пьер Нарцисс                                 | «Шоколадный заяц»                        | Максим Фадеев                    | - Las Ketchup - In Grid                                           | - The Ketchup Song - Tu Es Foutu                                                | ? ? |
| 2002 (церемония в 2003) | Витас                                        | «Звезда (Я подожду ещё чуть-чуть)»       | неизв. автор                     | Владимир Пресняков-мл.                                            | «Замок из дождя»                                                                | Владимир Пресняков-мл. |
| 2002 (церемония в 2003) | Игорь Корнелюк                               | тема из фильма «Бандитский Петербург»    | Игорь Корнелюк                   | Эннио Морриконе                                                   | тема из фильма «Профессионал»                                                   | Эннио Морриконе |
| 2002 (церемония в 2003) | Игорь Николаев                               | «Пять причин (Я не научился жить один…)» | Игорь Николаев                   | Лаура Паузини                                                     | La Meta de mi Viaje                                                             | Antonio Galbiati Emanuela Cortesi |
| 2002 (церемония в 2003) | группа «Любэ»                                | «Ты неси меня, река…»                    | Игорь Матвиенко                  | - Нотр-Дам де Пари (мюзикл), - Евгений Мартынов - София Ротару    | - Le Temps Des Cathédrales - «Лебединая верность»                               | - Риккардо Коччанте - Евгений Мартынов |
| 2003 (церемония в 2004) | Витас                                        | «Лист осенний»                           | Витас                            | - Лучано Паваротти - Алла Пугачёва - Группа «Белый орёл»          | - «Памяти Карузо» - «Любовь, похожая на сон» - «Как упоительны в России вечера» | - Лучо Далла - Игорь Крутой - Александр Добронравов |
| 2003 (церемония в 2004) | Глюк’oza                                     | «Шуга»                                   | Глюк’oza                         | Адриано Челентано                                                 | Quel punto                                                                      | - Адриано Челентано - Мауро Спина |
| 2003 (церемония в 2004) | Ираклий Пирцхалава                           | «Вова-чума»                              | Андрей Стойчев                   | Адриано Челентано                                                 | «Сюзанна»                                                                       | ? |
| 2003 (церемония в 2004) | Анастасия Стоцкая                            | «Дай мне пять минут»                     | неизв. автор                     | - Дженнифер Лопес - Billy Crawford                                | - Ain’t It Funny - Trackin                                                      | ? ? |
| 2003 (церемония в 2004) | группа «Диамант»                             | «Мама, не звони»                         | Алексей Мускатин                 | ВИА «Весёлые ребята»                                              | «Кукла»                                                                         | Александр Морозов |
| 2003 (церемония в 2004) | Верка Сердючка                               | «А я только с мороза»                    | Андрей Данилко                   | Марыля Родович                                                    | «Разноцветные ярмарки»                                                          | ? |
| 2003 (церемония в 2004) | Группа «Корни»                               | «Плакала берёза»                         | Игорь Матвиенко                  | Валентина Легкоступова                                            | «Ягода-малина»                                                                  | Вячеслав Добрынин |
| 2003 (церемония в 2004) | Михаил Гребенщиков                           | «Булки»                                  | А. Брянцев                       | Принс                                                             | My Name Is Prince                                                               | ? |
| 2003 (церемония в 2004) | «Любэ»                                       | «Там за туманами»                        | Игорь Матвиенко                  | Нино Рота                                                         | тема из к/ф «Крёстный отец»                                                     | Нино Рота |
| 2004 (церемония в 2005) | Женя Малахова                                | «Клинит»                                 | Виктор Дробыш                    | Бритни Спирс                                                      | Toxic                                                                           | Christian Karlsson, Pontus Winnberg, Cathy Dennis, Henrik Jonback |
| 2004 (церемония в 2005) | Группа «Корни»                               | «Я теряю корни»                          | Павел Артемьев                   | Skunk Anansie                                                     | Hedonism                                                                        | ? |
| 2004 (церемония в 2005) | Мумий Тролль                                 | «Здравствуй, до свидания!»               | Илья Лагутенко                   | Крис Ри                                                           | The Road to Hell                                                                | ? |
| 2004 (церемония в 2005) | Иванушки International                       | «Я люблю»                                | Игорь Матвиенко                  | ВИА «Норок»                                                       | De Ce Plâng Chitarele                                                           | ? |
| 2004 (церемония в 2005) | «Ночные Снайперы»                            | «Юго 2»                                  | Диана Арбенина                   | P!nk                                                              | Family Portrait                                                                 | ? |
| 2004 (церемония в 2005) | Серёга                                       | «Чёрный бумер»                           | Серёга                           | Busta Rhymes при участии Мэрайя Кэри                              | I Know What You Want                                                            | ? |
| 2004 (церемония в 2005) | Татьяна Овсиенко                             | «Новый год»                              | неизв. автор                     | Евгений Осин                                                      | «Не верю (Все ребята говорят наперебой)»                                        | Евгений Осин |
| 2004 (церемония в 2005) | Верка Сердючка                               | «Новогодняя»                             | Андрей Данилко, Геннадий Крупник | Юрий Антонов                                                      | «На высоком берегу»                                                             | Юрий Антонов |
| 2006                    | Николай Носков                               | «А на меньшее я не согласен»             | Николай Носков                   | Led Zeppelin                                                      | Stairway to Heaven                                                              | ? |
| 2006                    | Группа «Шпильки»                             | «Мяу-мяу»                                | ?                                | Владимир Высоцкий                                                 | «Утренняя гимнастика»                                                           | Владимир Высоцкий |
| 2006                    | Группа «Корни»                               | «С днём Рождения, Вика»                  | Александр Асташёнок              | Людмила Гурченко к/ф «Баллада о спорте»                           | «Команда молодости нашей»                                                       | Александра Пахмутова |
| 2006                    | Андрей Макаревич и Оркестр Креольского Танго | «Вот и всё»                              |                                  | Луи Армстронг                                                     | C’est si bon                                                                    | ? |
| 2006                    | Жанна Фриске                                 | «Где-то летом»                           | А. Грозный                       | Mr. Zivago                                                        | Little Russian                                                                  | ? |
| 2006                    | Группа «Корни»                               | «Снова в школу»                          | Игорь Матвиенко                  | Детский хор «Кукушечка»                                           | «Золотая свадьба»                                                               | Раймонд Паулс |
| 2007                    | Анита Цой                                    | «Панорама»                               | ?                                | Ираклий Пирцхалава                                                | «Время»                                                                         | Максим Фадеев |
| 2007                    | Группа «Корни»                               | «Хочешь, я тебе спою»                    | неизв. автор                     | Ленни Кравиц                                                      | Fly Away                                                                        | ? |
| 2007                    | С. Павлиашвили А. Панайотов А. Чумаков       | «Не оставляй меня»                       | ?                                | Boyz II Men                                                       | I’ll Make Love to You                                                           | ? |
| 2007                    | Дима Билан                                   | Never Let You Go                         | Александр Лунёв, К. Кавалерян    | Роб Томас                                                         | Lonely No More                                                                  | ? |
| 2007                    | Николай Басков                               | «Шарманка»                               | Игорь Крутой                     | Николай Гнатюк                                                    | «Малиновый звон»                                                                | Александр Морозов |
| 2007                    | Группа «Serebro»                             | Song #1                                  | Максим Фадеев                    | - Глюк'oza (см. 8-ю церемонию) - Бритни Спирс                     | - «Шуга» - Oops!… I Did It Again…                                               | - Глюк'oza - Max Martin |
| 2007                    | Катя Лель                                    | «До свидания, милый»                     | ?                                | Garbage                                                           | Milk                                                                            | ? |
| 2007                    | «Банд’Эрос»                                  | «Коламбия Пикчерз не представляет»       | Александр Дулов                  | - Рианна - Мэрайя Кэри                                            | - Hey Mr Dj - It’s Like That                                                    | ? ? |
| 2007                    | Бонус                                        | гимн США «The Star-Spangled Banner»      | Джон Стаффорд Смит               | —                                                                 | «Хас-Булат удалой»                                                              | народная (на самом деле автор слов песни А. Н. Аммосов опубликовал текст в 1858 году в военном журнале «Русский инвалид», позднее даты создания американского гимна) |
| 2008                    | Олег Газманов                                | «Лёд и пламя»                            | ?                                | - София Ротару - «Army of Lovers»                                 | - «Только этого мало»                                                           | - Владимир Матецкий |
| 2008                    | Алла Пугачёва и Кристина Орбакайте           | «Опять метель» из к/ф «Ирония судьбы 2»  | Константин Меладзе               | Стиви Уандер                                                      | The Secret Life of Plants                                                       | Стиви Уандер |
| 2008                    | Евгения Отрадная                             | «Уходи»                                  | Дмитрий Лавинчук                 | м/ф «Бременские музыканты»                                        | «Дуэт короля и принцессы»                                                       | Геннадий Гладков |
| 2008                    | Жанна Фриске                                 | «Блондинки и брюнетки»                   | Сергей Ревтов                    | Пэрис Хилтон                                                      | Stars are blind                                                                 | ? |
| 2008                    | Земфира                                      | «Мальчик»                                | ?                                | «Орэра»                                                           | «Карачогели»                                                                    | Георгий Цабадзе |
| 2008                    | Дима Билан                                   | «Believe»                                | Джими Бинц                       | - Кэт Стивенс - Muse                                              | - Wild World - Muscle Museum                                                    | - Muse |
| 2009                    | «Город 312»                                  | «213 дорог»                              | ?                                | Жасмин                                                            | «Перепишу любовь»                                                               | ? |
| 2009                    | Григорий Лепс                                | «Я тебя не люблю»                        | Виктор Дробыш                    | «КГБ»                                                             | «Стоп»                                                                          | Виктор Дробыш |
| 2009                    | Филипп Киркоров                              | «Жестокая любовь»                        | муз. и сл. Олега Попкова         | «Westlife»                                                        | «Soledad»                                                                       | ? |
| 2009                    | Николай Басков                               | «Натуральный блондин»                    | Ким Брейтбург                    | Жанна Фриске                                                      | «Ла-ла-ла»                                                                      | Андрей Губин |
| 2009                    | Александр Буйнов                             | «Мои финансы»                            | Игорь Крутой                     | «The Beatles»                                                     | «And I Love Her»                                                                | Пол Маккартни |
| 2009                    | Энри Лолашвили                               | главная тема сериала «Ликвидация»        | Энри Лолашвили                   | Иоганнес Брамс                                                    | Симфония № 3, Фа-мажор, соч. 90 (3-я часть)                                     | Иоганнес Брамс |
| 2009                    | Сергей Трофимов                              | «Ветер в голове»                         | Сергей Трофимов                  | - группа «Виктор»* - Елена Дриацкая                               | - «Настроение» (1996); - «Розовый слон» из х/ф «Боба и слон»                    | - АСХАТ; - Станислав Пожлаков |
| 2010                    | Эмин Агаларов                                | Devotion                                 | ?                                | Элтон Джон                                                        | Sorry Seems to Be the Hardest Word                                              | Элтон Джон |
| 2010                    | Валерий Меладзе и Григорий Лепс              | «Обернитесь»                             | Константин Меладзе               | Георгий Свиридов                                                  | «Метель»                                                                        | Георгий Свиридов |
| 2010                    | Томас Андерс                                 | Why Do You Cry? (Wonderful Lady)         | Сергей Ревтов                    | Валерий Меладзе и ВИА Гра                                         | «Притяженья больше нет»                                                         | Константин Меладзе |
| 2010                    | Игорь Николаев                               | «Человек, влюблённый в Сахалин»          | Игорь Николаев                   | одесские налётчики                                                | «Мурка»                                                                         | народная |
| 2010                    | Алексей Чумаков                              | «Тут и там»                              | Алексей Чумаков                  | Владимир Пресняков-мл.                                            | «Замок из дождя»                                                                | Владимир Пресняков-мл. |
| 2010                    | Трофим (певец)                               | «Зима на пороге»                         | ?                                | The Beatles                                                       | «All You Need Is Love»                                                          | Джон Леннон |
| 2010                    | Тимати                                       | «Танцуй со мной»                         | ?                                | Робин Тик и Фаррелл Уильямс                                       | Wanna Love You Girl                                                             | ? |
| 2010                    | Александр Рыбак                              | «Я не верю в чудеса»                     | Аркадий Укупник                  | Aerosmith                                                         | I Don’t Want to Miss a Thing                                                    | Дайан Уоррен |
| 2010                    | Андрей Бандера                               | «Любимая»                                | Андрей Бандера                   | Валерий Леонтьев                                                  | «Полёт на дельтаплане»                                                          | Эдуард Артемьев |
| 2010                    | Леонид Портной                               | «Кто создал тебя такую»                  | Леонид Портной                   | Эрос Рамаццотти                                                   | Un cuore con le ali                                                             | ? |
| 2010                    | Фабрика                                      | «Не виноватая я»                         | Игорь Матвиенко                  | ?                                                                 | м/ф «Ехал Ваня на коне»                                                         | Борис Савельев |
| 2011                    | дуэт «Непара»                                | «Плачь и смотри»                         | Александр Шоуа                   | дуэт «Modern Talking»                                             | Just We Two (Mona Lisa)                                                         | Дитер Болен |
| 2011                    | группа «Любэ»                                | «Всё опять начинается»                   | Игорь Матвиенко                  | Эдуард Хиль                                                       | «Сережка ольховая»                                                              | Е. Крылатов |
| 2011                    | Стас Михайлов                                | «Живой»                                  | Стас Михайлов                    | Элтон Джон                                                        | «Sorry seems to be»                                                             | Элтон Джон |
| 2011                    | группа «Дискотека Авария»                    | «Модный танец Арам-Зам-Зам»              | А. Серов                         | Владимир Дашкевич                                                 | тема из т/ф «Собака Баскервилей»                                                | Владимир Дашкевич |

## Номинанты и победители

### № 1. «Серебряная калоша 1996»
| Дата            | Место                                       |
| --------------- | ------------------------------------------- |
| Весна 1996 года | Конгресс-холл отеля «Рэдиссон — Славянская» |

1. «Самый независимый продюсер, от которого ничего не зависит»:
  1.  Филипп Киркоров.
  2. Сейран Мурадян.
  3. Игорь Селиверстов.
2. «Закрытие года»:
  1. «Рождественские встречи».
  2. «Птюч».
  3.  «Арлекино».
3. «За долгую жизнь в искусстве, не совпадая с искусством»:
  1. Андрей Разин (руководитель группы «Ласковый май»).
4. «Пенка года» — неудавшийся проект, о котором много говорили:
  1.  Павел Ващекин.
  2. Алла Пугачёва.
  3. Игорь Николаев и Наташа Королева.
5. «Самое мягкое издание года»:
  1. Журнал «Алла»
  2. «Экспресс-газета»
  3.  газета «МузОБОЗ»
  4. «Женские дела»
6. «Самая беззастенчивая эксплуатация детского труда в видеорекламе»:
  1. «Проктер энд Гэмбел»
7. «Популярный исполнитель, которого лучше сто раз увидеть, чем один раз услышать»:
  1. Влад Сташевский
  2. Наталья Сенчукова
  3. Борис Моисеев
  4.  Андрей Губин
  5. Слава Жеребкин
8. «Кислая парочка» (специальная номинация):
  1. Наталья Ветлицкая и Влад Сташевский
  2.  сестры Зайцевы
  3. Наталья Ветлицкая и Сергей Зверев
  4. Наталья Ветлицкая и Ирина Салтыкова
  5. Евгений Осин и Елена Супрун
9. «Самая молодая лысина года» (специальная номинация):
  1.  Федор Бондарчук
  2. «Полиция нравов»
10. «Голубой галстук» (специальная номинация):
  1.  Борис Моисеев
  2. Юлиан
  3. Наташа Королева
  4. Аркадий Укупник

### № 2. «Серебряная калоша 1997»
| Дата            | Место                           |
| --------------- | ------------------------------- |
| 20 октября 1997 | Киноконцертный зал «Пушкинский» |

1. «Самое свободное средство массовой информации» от моральных и нравственных обязательств:
  1. «Музобоз» (журнал и телеверсия)
  2. «Песня года»
  3.  «Звуковая Дорожка» (А. Гаспарян)
2. «Золотой графоман» — за самые безграмотные тексты на эстраде:
  1. «Мумий Тролль»,
  2.  «Нэнси»
  3. Лариса Долина
3. «Пенка года» — несостоявшийся проект, о котором много говорили:
  1.  Полёт «Серебряного Дождя» на Марс
  2. Алла Пугачёва (на Евровидении)
  3. Поиски 4-го солиста группы «Иванушки»
4. «Сухо и комфортно 97» — за участие наших артистов в рекламе средств гигиены:
  1. Валерия
  2. Тамара Гвердцители
  3.  Дима Маликов
5. «Серебряный Нарцисс» — ощущение несомненной значимости при значительной сомнительности:
  1.  Игорь Угольников
  2. Валдис Пельш
  3. Иван Демидов
6. «За долгую жизнь в искусстве, не совпадая с искусством»:
  1.  Бари Алибасов
  2. Крис Кельми
7. «Новые песни о старом» — за плагиат года.
8. «За конкретный вклад в искусство»:
  1.  Михаил Шуфутинский
  2. Евгений Кемеровский
  3. Любовь Успенская
9. «Эстрадный исполнитель, которого лучше сто раз увидеть, чем один раз услышать»:
  1. Лена Зосимова
  2. Влад Сташевский
  3. Кай Метов
10. «Самый независимый продюсер, от которого ничего не зависит»:
  1.  Филипп Киркоров

### № 3 «Серебряная калоша 1998»
| Дата                | Место                                       |
| ------------------- | ------------------------------------------- |
| 16 ноября 1998 года | Конгресс-холл отеля «Рэдиссон — Славянская» |

1. «Моника Левински», для молодых исполнительниц, которых лучше один раз …, чем сто раз услышать:
  1. Катя Лель
  2. Наталья Лагода
  3.  Группа «На-На»
2. «Крутые яйца», для тех исполнителей, которым всё по колено:
  1. Влад Сташевский
  2. Кай Метов
  3.  Владимир Жечков, группа «Белый орёл»
3. «Глюк года», за плагиат в особо крупных размерах.
4. «Музыкальный навоз», для тех, кто не может ни петь, ни танцевать, не пишет стихи, зачастую не имеет музыкального слуха, но тем не менее они составляют ту почву, на которой произрастают ростки шоу-бизнеса:
  1. Артур Гаспарян
  2. Отар Кушанашвили
  3.  Иван Демидов
5. «Кастрат Фаринелли» — людям, кладущим на алтарь искусства самое дорогое:
  1.  Филипп Киркоров
  2. Шура
  3. Сергей Пенкин
6. «Улыбка года» — приз от корпорации «Тихий Дон»:
  1.  Шура
7. «Живой труп» — за пропаганду здорового образа жизни:
  1.  Линда с песней «Мама-марихуана»
  2. Группа «Сплин» с песней «Орбит без сахара»
  3. Группа «Агата Кристи» с песней «Ковёр-вертолёт»
  4. Группа «Мумий Тролль» с песней «Дельфин»
  5. Дельфин со всем своим репертуаром
8. «Овечка Долли» — за клонирование группы «Spice Girls»:
  1.  Группа «Блестящие»
  2. Группа «Стрелки»
  3. Группа «Шиншиллы»
  4. Группа «Алёнушки»
  5. Группа «Армия»
  6. Группа «Братья Дорохины»

### № 4. «Серебряная калоша 1999»
| Дата                | Место                                     |
| ------------------- | ----------------------------------------- |
| 18 апреля 2000 года | Конгресс-холл отеля «Рэдиссон-Славянская» |

1. «Куй года», для тех молодых исполнителей, про которых можно сказать «А утром он проснулся знаменитым»:
  1. Данко
  2.  Никита
  3. Михей
2. «Оральная певица года», для певиц, которым палец в рот не клади — споют, как отрежут:
  1.  Маша Распутина
  2. Ирина Салтыкова
  3. Шура
3. Гуманитарная номинация «Они едят наше сало», в честь большого количества исполнителей из голодающих братских республик:
  1. Группа «Ляпис-Трубецкой»
  2. Группа «Шао Бао»
  3.  группа «Вопли Видоплясова»
  4. Группа «Здоб ши здуб»
4. «Гей-славяне», для мальчиковых групповых исполнителей, которые своей бодростью радуют не только глаз:
  1.  группа «Икс-миссия»
  2. Группа «Хали-гали»
  3. Группа «На-на»
5. «Без Баха в голове» — за плагиат
6. Номинация «Звезда без мандата» для тех деятелей культуры, которые хотели войти в состав Думы, стать публичными политиками, но так и остались — просто публичными:
  1.  Андрей Вульф, Светлана Конеген и Дарья Асламова. Победителями были объявлены все три номинанта.
7. «Доренко года, или За подлость человеческую». В номинации представлены:
  1. Сергей Доренко за авторскую телепрограмму «Время с Сергеем Доренко»,
  2. Сергей Доренко за бескорыстное служение правде и
  3. Сергей Доренко лично за Юрия Михайловича Лужкова.

В номинации единогласно победил Сергей Доренко.

### № 5. «Серебряная калоша 2000»
| Дата             | Место                                       |
| ---------------- | ------------------------------------------- |
| 7 июня 2001 года | Конгресс-холл отеля «Рэдиссон — Славянская» |

1. «Восставшие из зада»:
  1. ВИА «Цветы»
  2. ВИА «Песняры»
  3. ВИА «Сябры»
  4.  Юрий Шатунов
2. «Сами с усами» — вручается артисткам, достигшим успехов в образцово-показательном вытеснении мужиков из шоу-бизнеса:
  1.  «Тату»
  2. «Ночные снайперы»
  3. Земфира
  4. Капитолина Деловая
3. «Красавица и чудовище» — за самый противоестественный дуэт года:
  1. Алсу и Энрике Иглесиас
  2.  Николай Басков и Монсеррат Кабалье
  3. Иосиф Кобзон и Кирилл Децл
4. «Именем года» — за отречение от своих настоящих имён и фамилий:
  1. Михаил Захарович Мачо
  2. Кирилл Александрович Децл
  3.  Александр Валерьевич Данко
  4. Шамиль Владимирович Оскар
  5. Андрей Вячеславович Дельфин
  6. Андрей Владимирович Жинжин. Снят с номинации, так как Жинжин — настоящая фамилия.
5. «Перепел года» — за плагиат.
6. «Я вас любил» — за наиболее полное использование русского языка при сочинении текстов песен:
  1. Найк Борзов за песню «Три матерных слова»
  2. Группа «Ногу свело» за песню «Хуй»
  3.  Вадим Степанцов за стихотворение про гимн России «Человек, я, блядь, хуёвый»
  4. Группа «Два самолёта» за песню «Скоро пиздец Чебурашке»
  5. Группа «Ленинград» за песню «Всё заебало, пиздец, на хуй, блядь»
7. «Певец подкрался незаметно» — за самый сомнительный дебют года:
  1.  «Децл»
  2. «Витас»
  3. Оскар

### № 6. «Серебряная калоша 2001»
| Дата              | Место                    |
| ----------------- | ------------------------ |
| 20 июня 2002 года | Открытый бассейн «Чайка» |

1. Оно не тонет
  1. непотопляемая субмарина остроумия Регина Дубовицкая за бесконечный и неиссякаемый поток «искромётного» юмора
  2. Валерий Комиссаров
  3. Маша Распутина
  4. Максим Галкин
2. ЗАПАДло года — за «достижения» российских артистов на Западе:
  1. Мумий Тролль — за басни об успешном европейском турне после участия в конкурсе «Евровидение — 2001».
  2. «Тату»
  3. Кристина Орбакайте
3. За увеличительным стеклом, или За лупой года:
  1.  «За стеклом», «ТВ-6»
  2. «Последний герой», «ОРТ»
  3. «Последний бифштекс», «ТНТ»
4. Молчание ягнят — для тех, кто в минувшем году не пел вовсе или делал это очень незаметно:
  1. ОСП-Студия
  2. Влад Сташевский
  3. группа На-На
5. Кто ходил за «Клинским»? — за достижения артистов в области рекламы:
  1. Алексей Весёлкин — реклама средства для увеличения сексуальной привлекательности «Формула любви»
  2. Алёна Апина — средство для похудения «И-зи лосс»
  3. Владимир Шаинский — реклама детской ярмарки на Тульской
6. Самый вездесующий — вручается тем, кто «в своём желании самовыразиться, суётся со своим большим и подвижным талантом во все дыры, стремясь оплодотворить собою каждую яйцеклеточку культуры»:
  1.  Дмитрий Дибров
  2. Сергей Бодров
  3. Борис Краснов
  4. Максим Галкин
7. «Навеяло года» — за плагиат.

### № 7. «Серебряная калоша 2002»
| Дата         | Место                                               | Название/Тема                            | Ведущие          |
| ------------ | --------------------------------------------------- | ---------------------------------------- | ---------------- |
| 18 июня 2003 | Государственный Академический театр имени Моссовета | Акционерное общество «Серебряная Калоша» | Фомин и Лазарева |

Главной неожиданностью церемонии стало то, что после каждого награждения победителя на зрителей в зале сыпались настоящие денежные купюры. Всего за церемонию в зал было выброшено около 15 тысяч долларов.
1. Глаза цвета вискас — за косвенную рекламу товаров и товарных знаков в музыкальных клипах:
  1. Наталья Ветлицкая — за песню «Глаза цвета виски»
  2. Стрелки — за клип «Югорская долина»
  3. Сергей Мазаев, предпочитающий чёрному золоту Югорской долины белое золото завода «Кристалл»
  4. Блестящие — за клип на песню «А я все летала»
2. Нас не прогонят:
  1. «Тату»
  2. «Ленинград»
  3. семейный дуэт Евгения Петросяна и Елены Степаненко за чувство юмора, несовместимое с жизнью
3. «Если звезды зажигают, значит, это кому-нибудь нужно» — за самые сфабрикованные достижения:
  1. «Фабрика»
  2. «Корни»
  3. «Другие правила»
4. Лизнувшие вместе:
  1. Организация «Идущие вместе»
  2. Дуэт «Поющие вместе» — за песню «Такого, как Путин!»
  3. Коллектив поп-звёзд «Вступившие вместе» (в партию «Единство»)
5. Большая стрелка — за беспредельные достижения в зоне киноискусства:
  1. «Бандитский Петербург»
  2. «Бумер»
  3. «Бригада» и лично Сергей Безруков, прошедший нелёгкий путь от Александра Пушкина до Саши Белого
6. Моё бельё — в этой номинации единогласно победил Валерий Комиссаров:
  1. «Моя семья» (ведущий Валерий Комиссаров)
  2. «Окна» (продюсер Валерий Комиссаров)
  3. «Девичьи слезы» (руководитель Валерий Комиссаров)
7. Эта песня, дружище, твоя и моя — за плагиат в особо крупных размерах.

### № 8. «Серебряная калоша 2003»
| Дата         | Место                                        | Название/Тема                                       | Ведущие          |
| ------------ | -------------------------------------------- | --------------------------------------------------- | ---------------- |
| 17 июня 2004 | Московский цирк Никулина на Цветном бульваре | «Вся жизнь — цирк, а все люди в ней — такие клоуны» | Лазарева и Фомин |

1. «За чистоту в искусстве», представлены набившие оскомину деятели телевизионного рекламного «мыла»:
  1. Андрей Градов (реклама моющих средств «АОС» и «Fairy»).
  2. Елена Ханга (порошок «Ariel»).
  3. Алексей Лысенков (порошок «Losk»).
2. «Не пиар, так золотуха»:
  1. Михаил Евдокимов — за марш-бросок из Аншлага в кресло губернатора Алтайского края.
  2. Егор Титов.
  3. Сергей Глушко.
  4. Олег Малышкин. (Предвыборный ролик ЛДПР на Президентских выборах 2004 года)
  5. Иван Рыбкин.
  6. Ксения Собчак.
  7. Ульяна Цейтлина.
3. «Челси с яйцами»:
  1. Роман Абрамович (за покупку клуба «Челси»).
  2. Владимир Потанин (Чёрный квадрат Казимира Малевича).
  3. Виктор Вексельберг (яйца Фаберже).
4. «Про нежность года»:
  1. «Мумий Тролль», клип «Медведица».
  2. «Тату», клип «Простые движения».
  3. Михаил Гребенщиков, клип «Булки».
5. «Пипл хавает» — за самую неаппетитную программу года:
  1. Роман Трахтенберг, телепрограмма «Деньги не пахнут».
  2. Владимир Турчинский, «Фактор страха».
  3. Александр Абдулов, «Естественный отбор».
6. «Если вам немного за 30, или В царство свободы дорогу грудью проложим себе»:
  1. «ВИА Гра».
  2. Руслана Писанка.
  3. Верка Сердючка.
7. «Мы с приятелем вдвоем работаем как дизели, песни, что для вас поём, друг у друга… достаём» — за плагиат.

### № 9. «Серебряная калоша 2004»
| Дата              | Место                                            | Название/Тема                                           | Ведущие          |
| ----------------- | ------------------------------------------------ | ------------------------------------------------------- | ---------------- |
| 15 июня 2005 года | Центральный академический театр Российской армии | «Рассея на пороге благодати, или Над пропастью, во ржи» | Лазарева и Фомин |

1. «Устав года», вручается тем, чьим творчеством мы наслаждались в отчётном году буквально круглые сутки и от кого даже несколько устали:
  1. «Фабрики звёзд»,
  2. «Кривозеркальцы, или Люди, произошедшие от Петросяна»,
  3. Все ментовские сериалы («Менты-6», «Опера-2», «Улицы разбитых фонарей» и «Хроники убойного отдела»).
  4. «народные» мелодии для мобильных телефонов — рингтоны «Бригада», «Бумер», «Брибумер», «Чёрный бумер» и  «Антибумер».
2. «Неуставные отношения, или Караул года»:
  1. Филипп Киркоров — за разжигание армяно-болгарского конфликта на территории Ростова-на-Дону, во время которого неоднократно употреблялось слово… «кофточка»;
  2. «Альфа-Банк», выигравший иск у газеты «КоммерсантЪ» и тем самым придумавший 301-й сравнительно честный способ отъёма денег у коммерсантов;
  3.  И, наконец, коллективный претендент — «Дума, Пятачок и все-все-все». Объединило номинантов, вошедших в этот дружный коллектив, их поистине неуёмное желание буквально всюду сунуть свой чуткий пятачок: это и проблема «фанеры», под которую петь можно, но не всем; и «Дети Розенталя», которым идти можно, но не в Большом; и девственность, которую желательно иметь всем и всегда, в большом и малом, но… где ж её взять?; а также проституция, которой, по мнению Мосгордумы, место где угодно, но не на телеэкране.
3. «И в звезду, и в Красную Армию», за навязчивое патриотическое воспитание:
  1. Телеканал «Звезда», который играет колоссальную роль в патриотическом воспитании всех тех 5 человек, чьи телевизоры принимают 57-й канал;
  2. Сериал «КГБ в смокинге»;
  3. Фильм «Личный номер» за то, что его создатели любовно лепят нам светлый образ сотрудника ФСБ;
  4. Молодёжное движение «Наши», которое вовремя пришло на смену движению «Идущие вместе».
4. «Отдание чести», тем деятелям шоу-бизнеса, кто без зазрения совести променял рокерскую свободу на конъюнктуру:
  1.  Сергею Шнурову за песню из кинофильма «Личный номер»,
  2. Группе «Любэ» за альбом «Рассея»,
  3. И практически всей рок-тусовке за безудержно смелый поход в Кремль на чаепитие.
5. «Все сериалы дря…»:
  1.  15 сериалов, снятых за отчётный год, оказались удивительно похожи друг на друга. Перечислять этих номинантов — бесполезный труд, достаточно включить телевизор. Победителем в итоге оказался не сериал, а целая кинокомпания, которая сняла 7 многосерийных фильмов из 15 представленных. Компания-победительница «А-Медиа».
6. «Ногавногу», за плагиат
7. Специальный приз — «Золотая бандана России», который безальтернативно достался автору, певцу и поэту, сделанному в СССР, — Олегу Газманову.

### № 10. «Юбилейная Серебряная калоша» (2005 год)
| Дата           | Место                                               | Название/Тема | Ведущие               |
| -------------- | --------------------------------------------------- | ------------- | --------------------- |
| 26 апреля 2006 | Государственный Академический театр имени Моссовета | Рублёвка      | Фомин и Нелли Уварова |

1. «Пиар года, или Приступ пиареи»:
  1. Российские спецслужбы — за альтернативную Гарри Поттеру сказку «Генерал ФСБ и говорящий камень».
  2. Рекламная кампания фильма «Дневной дозор».
  3. Заместитель главы РосПриродНадзора Олег Митволь — за показательный штурм дачного посёлка с использованием ОМОНа.
  4.  Алексей Митрофанов с политически-порнографическим фильмом «Юля».
  5. Фотохудожник Екатерина Рождественская с её проектом «12 месяцев», который организаторы церемонии назвали «Голые бабы в журнале лежат».
2. «Вырубить топором, или Мы вышли в тираж» — золотым перьям русского гламура:
  1.  Оксана Робски.
  2. Ксения Собчак с книгой «Стильные штучки Ксении Собчак».
  3. Роман Трахтенберг и его роман «Путь самца».
  4. Туркменбаши и книга «Рухнама».
3. «Ботокс года»:
  1. Сергей Зверев, которого можно назвать человеком с большой «натяжкой». Сергей номинировался за выдающийся вклад синтетических материалов в своё лицо.
  2.  Маша Малиновская. Она номинировалась за неоднократное хирургическое вмешательство в свои внутренние дела.
  3. Олег Меньшиков — за неподвижное лицо артиста. В течение одного года он сыграл Эраста Фандорина и Остапа Бендера и даже бровью не повёл.
  4. Валерий Леонтьев. Он был номинирован на Калошу за самый высокий коэффициент поверхностного натяжения среди звёзд отечественного шоу-бизнеса.
4. «Самые громкие разводы года»:
  1. Ксения Собчак и Александр Шустерович — налицо уникальный случай — они номинировались за развод, который случился не после свадьбы, а вместо.
  2. Группа «Премьер-Министр» и её продюсер Евгений Фридлянд — второй уникальный случай — обе стороны после развода захотели остаться с фамилией, полученной в браке. В борьбе за название «Премьер-министр» дело уже дошло до суда.
  3. Просто премьер-министр Михаил Фрадков и его министр финансов Алексей Кудрин. Они бы и рады развестись, но не могут. Поэтому ругаются так громко, что слышно на всю страну.
  4.  Роман Абрамович и компания «Сибнефть». Единственный в этой номинации случай полюбовного развода, хотя кто кого больше развёл, до сих пор непонятно.
  5. Алла Пугачёва и Филипп Киркоров — развод, который, казалось, должен был стать самым громким, но прошёл на удивление тихо.
5. «Власть всласть, или Слуги народа — мало кислорода» (победителями оказались все):
  1. Государственная Автоинспекция. Там работают великие мастера добывать деньги буквально из ничего — из полосатых палочек, из металлических свисточков и дышательных трубочек. А номинировались они за недавнюю попытку добавить в этот волшебный арсенал детские стульчики и запретить красные поворотные лампочки.
  2. Подразделение МВД, управление «К» — за конфискацию у компании «Евросеть» партии мобильных телефонов на сумму 19 миллионов долларов, абсолютно легально ввезённых в страну.
  3. Мэр Москвы Юрий Лужков, который первым понял, что старые московские дома приносят городу только убытки, а если их снести и построить на этом месте казино или бизнес-центр, а на него со всех сторон понавесить рекламу, то это будет не только прибыльно, но и красиво. Номинировался Юрий Лужков со своей длящейся уже четырнадцать лет акцией «До свиданья, мой любимый город».
  4. Депутат Государственной Думы, заслуженный ябеда-корябеда России Александр Хинштейн. Он наябедничал, что у Касьянова и Фридмана есть дачи. Теперь у них дачи отберут, а у Хинштейна появится.
  5. Министерство культуры — за то, что вручило группе «Рефлекс» медаль «За профессионализм и деловую репутацию».
  6. Главный санитарный врач России Геннадий Онищенко, в ночь с 20 на 21 марта внезапно понявший, что молдавское и грузинское вино вредны для российского здоровья и запретивший его ввоз в страну. Онищенко номинировался за санитарно-политическую акцию «Без вина виноватые», в которой политическая составляющая превысила все санитарные нормы.
6. «Канализация всей страны, или Сделать из конфетки говно»:
  1. Сериал «Золотой телёнок» — за превращение одного из самых остроумных романов 20 века в один из самых скучных сериалов XXI века.
  2. Сериал «Мастер и Маргарита» — за максимально подробный пересказ сюжета великого романа в картинках. Отдельное спасибо авторам от поклонников сериала «Бригада», которые наконец-то узнали, что было дальше с Сашей Белым.
  3. Телекомпания НТВ и — за превращение из главного завоевания демократии в видеоиллюстрацию к Уголовному Кодексу. Чего стоят только названия программ: «Чрезвычайное происшествие», «Чистосердечное признание», «Следствие вели», «Анатомия преступлений», а ещё «Бандитский Петербург 7» и «Улицы разбитых фонарей — тоже 7».
  4.  Телеведущий Иван Демидов, экс-ведущий программы «МузОБОЗ», ныне главный редактор православного телеканала «Спас» и координатор движения «Молодая Гвардия» по идеологии и политработе.
7. «Плагиаторские бои, или Один раз — не плагиат».

### № 11. «Серебряная калоша 2006»
| Дата         | Место                                                     | Название/Тема                                     | Ведущие                                                                    |
| ------------ | --------------------------------------------------------- | ------------------------------------------------- | -------------------------------------------------------------------------- |
| 27 июня 2007 | Государственный академический театр «Московская оперетта» | Открытое акционерное общество «Серебряная Калоша» | Новые ведущие — Иван Ургант и Александр Цекало, с поддержкой Андрея Фомина |

1. «Открылась бездна, звёзд полна, или Звездец подкрался незаметно» — награждаются начинающие артисты:
  1. Боба Грек, который обрёл настоящую славу, когда на телеканале НТВ стала выходить программа «Кабаре „100 звёзд“». Новая звезда еврейского шансона засияла всеми своими золотыми зубами и песнями из дебютного альбома «Чтоб я так жил!».
  2. Обладательница премии «Открытие года» — Стелла Джанни. Для москвичей стало открытием, что есть такая певица.
  3.  Ещё одно новое лицо телеканала НТВ — Заза Наполи (программа «Сука-Любовь»).
  4. А четвёртой претенденткой на калошу стала восходящая звезда поп-музыки Julia Kova, заслуга которой даже не в песнях, а в фотографиях из Интернета, где её «достоинства и все грани таланта» — налицо.
2. «Светская жесть, или Скандалы, Скандалики и Сканделаки»:
  1. История ареста Михаила Прохорова на популярном горнолыжном курорте во Франции, которую условно назвали «Узник Куршевеля».
  2.  ДТП в Ницце с участием одного бизнесмена, одной телеведущей и одного автомобиля Феррари Энцо. Это событие назвали «Звезда рулю».
  3. «Развод Абрамовича, или Роман Аркадьевича».
  4. Четвёртый претендент — скандал, выросший всего из двух слов, которые ещё неизвестно, были ли произнесены. Это строчка из песни Верки Сердючки, которая, предположительно, звучит как «Раша, гуд бай».
3. «Нельзя года, или В ненужное время в ненужном месте» — награждаются чиновники:
  1.  Внедрение системы ЕГАИС, или Попытка упрощения торговли алкоголем путём её усложнения. В результате из магазинов и ресторанов на несколько месяцев пропал качественный дорогой алкоголь.
  2. Запрет и последующий разгон гей-парада в Москве, который назвали «Редкий пи… доберётся до середины Тверской».
  3. Запрет показа в России нашумевшего во всем мире фильма «Борат». Не запретили бы к показу этот фильм — может, его бы никто и не стал смотреть. А так все посмотрели, потому что знали, что нельзя.
  4. Разрешение профессиональному торговцу мебелью занять пост Министра обороны.
4. «В полной культурной шоке, или Жоп — это по-нашему!» — посвящена людям и явлениям, обратившим на себя в минувшем сезоне максимальное внимание:
  1. Компания МТС с акцией, которую ведущие назвали «Кому пасха, а кому ребрендинг». Компании МТС был предложен новый слоган — «Слава яйцам!».
  2.  Безоговорочная победа группы «Serebro» на Евровидении. Это двойная победа — во-первых, мы победили, а во-вторых, мы стали первыми в мире, кто победил, заняв третье место.
  3. Золотая жила, на которую одновременно набрели два главных федеральных канала. Проект «Звезды на чём попало — на ринге, на льду, на паркете, в цирке, ещё раз на льду» — заполнил практически все культурное поле, так что на этом поле даже яблоку негде… рядом сесть.
  4. Теле- и радиовикторины, идущие на всех телеканалах и радиостанциях КРОМЕ СЕРЕБРЯНОГО ДОЖДЯ.
5. «Начало Кинца, или Кино на палочке в железной баночке» — за возрождение отечественного кино:
  1.  Фильм Юсупа Бакшиева и Михаила Хлебородова «Параграф 78».
  2. Фильм Александра Стриженова «Любовь-морковь».
  3. Фильм «Жара».
  4. Фильм «Волкодав».
6. «Герои нашего времени»:
  1.  Человек-телевизор Андрей Малахов.
  2. Человек-обложка Жанна Фриске.
  3. Женщина-мыльная опера Анастасия Заворотнюк, она же победительница телевизионной игры «Выйди замуж за Жигунова».
  4. Человек-торс Дима Билан.
7. «На композиторе и шапка горит, или Песни, написанные украдкой» — за плагиат.

### № 12. «Серебряная калоша 2007»
| Дата         | Место                                               | Название/Тема            | Ведущие                                                 |
| ------------ | --------------------------------------------------- | ------------------------ | ------------------------------------------------------- |
| 26 июня 2008 | Государственный Академический театр имени Моссовета | Олимпиада по шоу-бизнесу | Светлана Моргунова и Владимир Березин, Фомин и Лазарева |

1. «Звёзды в рекламе, или Рекламный звездец»:
  1. Артемий Лебедев, который стал лицом Савёловского рынка.
  2. Пэрис Хилтон.
  3.  лицо препарата «Мирамистин» — Анфиса Чехова.
2. «До и после мандата» — особо отличившихся в государственной деятельности спортсменов:
  1. Олимпийская Чемпионка по конькобежному спорту. Член партии «Единая Россия». Заместитель Председателя Госдумы, член Комитета Госдумы по делам женщин, семьи и детей, Светлана Сергеевна Журова.
  2. Олимпийская Чемпионка по художественной гимнастике. Кавалер ордена Дружбы. Депутат Госдумы от партии «Единая Россия». Заместитель председателя Комитета Госдумы по делам молодёжи — Алина Маратовна Кабаева.
  3.  Олимпийский Чемпион по фигурному катанию. Кавалер ордена Дружбы, кавалер ордена Почёта, член партии «Единая Россия», председатель Комитета Госдумы по физической культуре и спорту — Антон Тариэльевич Сихарулидзе.
  4. Двукратная олимпийская чемпионка по спортивной гимнастике. Кандидат педагогических наук. Член партии «Единая Россия». Депутат Госдумы 5-го созыва, заместитель председателя Комитета Госдумы по делам молодёжи — Светлана Васильевна Хоркина.
3. «Трансфер года» посвящена людям, которые сменили жён и мужей:
  1.  Яна Рудковская за переход от бизнесмена Виктора Батурина к фигуристу Евгению Плющенко.
  2. Илья Авербух за переход из мужа Ирины Лобачёвой в продюсеры «Ледникового Периода».
  3. Ирина Абрамович за переход от бизнесмена Романа Абрамовича к 6 млрд фунтов стерлингов, а потом с ними к македонскому пловцу Александру Маленко.
  4. Певец Билан за затянувшийся переход из Димы Билана в Виктора Белана.
4. «Самая лучшая номинация, или Век Воли не видать»:
  1. Здесь даже и не нужно было представлять номинантов — все ясно и без имен. Поэтому зрителям просто показали короткий трейлер к фильму о полной и окончательной победе Comedy Club над всем и всеми с участием Евгения Петросяна, главных персонажей программы «Аншлаг, Аншлаг» и Comedy Club. Абсолютными победителями в этой номинации стали резиденты Comedy Club.
5. «Лучшее удаление года»:
  1. Уже бывший министр культуры Александр Соколов — за удаление фотографий творческого коллектива «Синие носы» с Парижской выставки «СоцАрт».
  2. Союз Журналистов Российской Федерации — причём сразу по двум причинам: за самый быстрый приём в свои ряды видного журналиста — Рамзана Кадырова, и самое быстрое его удаление уже на следующий день!
  3.  Шоу «Звезда стриптиза» на «MTV», где Маша Малиновская и Богдан Титомир учат молодёжь очень грязным танцам, которую бы следовало уже удалить, но этого никто не делает.
  4. Программа «Весёлый мясотряс» — она просто показывает юному поколению, как понеприличнее себя вести в ночных клубах.
  5. Шоу, пропагандирующее сутенёрство — «Красавица и чудовище», которое почему-то тоже не удаляют.
  6. 25 пожарных расчётов и вертолёт, которые пытались помешать удалению клуба «ДягилевЪ».
6. «Майонез года» за продукт-плейсмент в кинематографе:
  1. Великий Андрей Кончаловский, автор замечательных фильмов «Одиссея» и «Сибириада», который не пожалел плёнки на полуторачасовой рекламный ролик собственной жены и бизнеса Петра Листермана. В прокат он вышел под названием «Глянец».
  2. Ягодицы Фёдора Бондарчука в фильме Валерия Тодоровского «Тиски». Причём злые языки утверждают, что ягодицы в этом кино явно переиграли своего хозяина и теперь начинают сольную карьеру.
  3.  Фильм «Ирония судьбы, или С лёгким паром 2» режиссёра Тимура Бекмамбетова, сумевший за время показа вместить максимальное количество рекламы «Тойоты Камри», «Билайна», «Аэрофлота», «Нокии», «Нового жёлтого такси», «Красной стрелы», косметики «Фаберлик», «Нестле» и, конечно же, майонеза «Кальве», в честь которого и назвали эту номинацию.

### № 13. «Серебряная калоша 2008»
| Дата         | Место                                            | Название/Тема           | Ведущие                      |
| ------------ | ------------------------------------------------ | ----------------------- | ---------------------------- |
| 18 июня 2009 | Центральный академический театр Российской армии | 2029 год. 20 лет спустя | Андрей Фомин и Ксения Собчак |

1. «Очень нужны деньги, или Кидалово года»:
  1.  Рената Литвинова и Александр Баширов, за более чем вольную интерпретацию Гоголя в спектакле «Записки сумасшедшего. Гипотеза».
  2. Максим Галкин и Анастасия Заворотнюк за переход с Первого на Второй канал и со Второго на Первый соответственно, чтобы вести шоу, где звёзды катаются на льду.
  3. Сомалийские пираты
  4. Никита Михалков и Марлен Хуциев
  5. Мунтазар аль-Зейди — человек, кинувший ботинком в Джорджа Буша-мл.
2. «Из князи в грязи, или Миллионер из трущоб» — людям, которые вначале были в шоколаде, а теперь оказались в полной ж…пе:
  1. Олег Дерипаска
  2.  Сергей Полонский, который неожиданно оказался там, куда ранее посылал всех, у кого нет миллиарда.
  3. Тельман Исмаилов
  4. Бомж Леонид Коновалов
3. «Голые и смешные, или Ради оного»:
  1. Данила Поляков
  2. Лолита Милявская
  3.  Госпожа Ольга Родионова за выпуск фотоальбома, в котором она полностью обнажила свой внутренний мир.
4. «Полумэры, или Мэрская история»:
  1.  Мэр города Киева Леонид Черновецкий за яркую и самобытную демонстрацию своего психического здоровья при помощи танцев, пения и введения коммерческой платы за свои мэрские услуги.
  2. Мэр города Москвы Юрий Лужков
  3. Анастасия Волочкова
  4. Елена Беркова
5. «М…дацкий поступок, или…»:
  1. Президент Белоруссии Александр Лукашенко
  2. Сергей Полонский за то, что назвал своего сына в честь своей строительной компании.
  3.  Никита Джигурда, за то, что он не только снял на видео роды своей жены, но и пел «туда» песни.
6. «Массаракш года, или Кино не тонет»:
  1. «Самый лучший фильм 2» — фильм, который сам себе поставил оценку.
  2.  Фильм «Гитлер капут!», за то, что с его просмотра сбежали даже сценаристы «Самого лучшего фильма 2».
  3. Фильм «Очень русский детектив»
  4. Фильм «Возвращение мушкетёров»
7. «Сэмтивиздили года» — за плагиат.

- Город 312 у Жасмин
- Крутой у Битлз

### № 14. «Серебряная калоша 2009»[7]
| Дата             | Место                 | Название/Тема                  | Ведущие                      |
| ---------------- | --------------------- | ------------------------------ | ---------------------------- |
| 29 мая 2010 года | Театр имени Моссовета | XIV Партийный съезд СэКа ССДШБ | Андрей Фомин и Ксения Собчак |

1. «Не аватар года»:
  1. Создатели видеоролика недетского содержания, показанного на гигантском экране у въезда в тоннель на Садовом кольце.
  2. Фильм Тимура Бекмамбетова «Чёрная Молния». «Это единственный фильм, снятый по мотивам „ширинки“. А судя по кассовым сборам, „молнию“ ещё и заело» — сказал Андрей Фомин.
  3. Фильм «Яйца судьбы», который запретили к показу в Таджикистане, и правильно. «Представляете, как бы это звучало? — „Яйца судьбы“ с успехом прокатились по Таджикистану?!» — воскликнула Ксения Собчак.
  4. Фильм Никиты Михалкова «Утомлённые солнцем 2: Предстояние», который Ксения предложила назвать «Люди Икс. Предстояние» или «Утомлённые солнцем — 2. Росомаха», так как у комдива Котова в этом фильме такие же ногти, как и у фантастических персонажей блокбастеров.
2. «Отягачающие обстоятельства, или Полный Мутко»:
  1. Леонид Тягачёв и Виталий Мутко «за провал российской сборной на Играх в Ванкувере».
  2. Сборная России по футболу, за поражение в отборочных играх ЧМ-2010.
  3. Андрей Аршавин, снявшийся в рекламе Pepsi с оптимистичным девизом «Всё только начинается!». «То есть получается, все в говне, а он в рекламе!» — заметили ведущие.
3. «У природы есть плохой погоды»:
  1. Губернатор Санкт-Петербурга Валентина Матвиенко. В Питере в этом году приключилась напасть круче вулкана. Город завалило снегом. Валентина Ивановна заниматься сугробами не стала, они так и лежали, пока сами не растаяли, а вот СОСУЛЯМ, как по-питерски назвала их Матвиенко, не поздоровилось. Этому посвятили видео, где Валентина Ивановна предлагала сшибать их лазером. «Прямо Люк Скайуокер какой-то» — тут же отреагировала Собчак.
  2. Мэр Москвы Юрий Михайлович Лужков. Сначала он хотел развесить по всему городу портреты Сталина, но потом передумал, сославшись на плохую погоду, потом залез под Большой театр, где обнаружил тараканов определённого окраса и размера.
  3. Эйяфьядлайёкюдль «за то, что стал вторым после певицы Бьорк грандиозным событием в истории Исландии».
4. «Мудацкий поступок года»:
  1. Михаил Саакашвили, который на канале «Имеди TV» инсценировал нападение России на Грузию и свою смерть, тем самым оставив грузинам выбор: то ли грустить, то ли радоваться.
  2. Геннадий Онищенко, который предложил запретить курить положительным героям в фильмах, тем самым изначально убивая интригу многих кинокартин. То есть если персонаж закурил, то именно от него следует ждать каких-нибудь гадостей. Здесь ведущие заметили, что хорошо, что Онищенко вмешался в кинематограф после того, как были сняты фильмы-шедевры, где без курящего героя не обошлось бы.
  3. Кирсан Илюмжинов, который в эфире Первого канала, на всю страну и на полном серьёзе рассказал Владимиру Познеру о мистических фактах своей жизни — о его встрече с инопланетянами.
  4. Депутат от ЛДПР Андрей Лебедев за просьбу к Президенту проверить, о чём Кирсан Илюмжинов разговаривал с инопланетянами.
5. «Речка движимость и недвижимость»:
  1. Юрий Лужков, проявивший особое рвение при сносе посёлка «Речник».
  2. Глава «Газпрома» Алексей Миллер. В то время как даже стратегические объекты Министерства обороны РФ в деталях можно рассмотреть на спутниковой карте «Гугл», с неё вдруг пропали снимки знаменитого строящегося дворца Алексея Миллера.
  3. Ракета «Булава», которая, так толком и не взлетев после 12 испытаний, попадает в категорию недвижимости.
  4. Мосгордума, принявшая Генеральный план застройки Москвы втайне от её жителей.
6. «За долгую жизнь в искусстве, не совпадая с искусством»:
  1. Геннадий Малахов
7. «Отдавай-ка родимую взад» — за плагиат.

### № 15. «Серебряная калоша 2010»
| Дата              | Место                                            | Название/Тема | Ведущие                      |
| ----------------- | ------------------------------------------------ | ------------- | ---------------------------- |
| 19 июня 2011 года | Центральный академический театр Российской армии | Ковчег        | Андрей Фомин и Ксения Собчак |

1. «Лицо с билборда, или Обло с ..ложки»:
  1. Группа «Чай вдвоем».
  2. Евгений Плющенко.
  3. Наоми Кэмпбелл.
  4. Марина Голуб.
2. «В бой идут одни …»:
  1. Филипп Киркоров.
  2. Александр Баширов.
  3. Алексей Ягудин.
3. «Жжом за рубежом»:
  1. Виталий Мутко.
  2. Бизнесмен Аркадий.
  3. Анатолий Перминов.
  4. Алексей Воробьёв.
4. «Промоушенничество года»:
  1. Геннадий Малахов.
  2. Владимир Киселёв.
  3. Анна Чапман.
5. «Малышева, да Удалышева»:
  1. Елена Малышева — женщина, которая знает, что сначала надо семь раз отмерить, а уже потом один раз обрезать.
  2. Елена Малышева с экскурсией в Сектор Газа.
  3. Елена Малышева за то, что приняла на грудь.
6. «Бесогон года, или Наложить в ЖЖ»:
  1. Анастасия Волочкова, выложившая в свой блог обнажённые снимки.
  2. Бывший губернатор Тверской области Дмитрий Зеленин, выложивший в микроблоге фотографию с кремлёвского приёма с дождевым червём в своей тарелке.
  3. Студентки журфака МГУ с откровенной фотосессией в календаре для премьер-министра Владимира Путина.
  4. Никита БЕСОГОН Михалков со спецвыпуском о мигалке.
7. «Беспроцентный взяйм[8], или поделись мелодией своей» — за плагиат.

### № 16. «Серебряная калоша 2011»
| Дата              | Место                                            | Название/Тема | Ведущие                    |
| ----------------- | ------------------------------------------------ | ------------- | -------------------------- |
| 18 июня 2012 года | Центральный академический театр Российской армии |               | Ксения Собчак и Михаил Шац |

1. «Чуровщина года, или Руки по локоть в чудесах»:
  1. Владимир Гундяев — за непорочное исчезновение часов, или Фотошоп Всемогущий.
  2. Владимир Чуров — за новый закон математики «2+2=146», то есть за 146%-ю гарантию честности выборов.
  3. ГУВД города Москвы за ещё более новый закон математики при подсчёте митингующих — «2+2=1», то есть за свой счёт насчёт митингующих.
2. «За ход ослом, или Имитация агитации»:
  1. Михаил Прохоров за чёткое изложение политической платформы «Все за меня, а меня нет».
  2. Сергей Миронов — банный лист гонки за место президента, или За голосовавших из жалости.
  3. Владимир Жириновский — за жестокое обращение с избирателями. «Владимир Вольфович в очередной раз доказал, что он всегда на коне, даже если этот конь — осёл».
3. «Айпадла года, или В_интернет точка.сру»:
  1. Кристина Потупчик — за полную ЖэЖэ, или За неуправляемые мысли об управлении государством.
  2. Божена Рынска — за литературный экстремизм.
  3. Константин Рыков, главный редактор сайта Russia.ru — за экспериментальное видео на сайте Russia.ru.
  4. Тимати — за инициацию российско-болгарского конфликта.
4. «Великолепная шестёрка, или Всадники Апокалипсиса» — люди, решившие помочь другим людям, хотя те другие люди их об этом не просили:
  1. Тина Канделаки.
  2. Максим Шевченко.
  3. Владимир Соловьёв.
  4. Сергей Кургинян — за отстаивание позиции с пеной у рта.
  5. Станислав Говорухин.
  6. Дмитрий Киселёв.
5. «Мягкая пресса, или Утром в газете, вечером в туалете»:
  1. Редакция правового вещания НТВ и лично Владимир Кулистиков — за большой вклад в область телеанатомии, или Хирургическое вмешательство в правду.
  2. Портал «LifeNews» и лично Арам Габрелянов — за Life ради News’а, или Желтоложество.
  3. Газета «Не дай Бог!» и лично Владимир Мамонтов — за использование бумаги не по назначению — и Аркадий Мамонтов — за вообще бог знает что.
6. «Эгегей, гея бей!»:
  1. Владимир Платонов, председатель Мосгордумы, — за презентацию новой теории неразмножения.
  2. Виталий Милонов — за предложение отменить гомосексуализм хотя бы до 2015 года.
  3. Михаил Леонтьев — за превращения большинства в меньшинство.
7. «Глубокая глотка, или Голосовая связка»:
  1. Надежда Бабкина — за исполнение предвыборных хороводов.
  2. ВИА «Инаугурация» в составе Стаса Михайлова, Григория Лепса, Трофима и Тимати — за раскладку на голоса и языковое пение.
  3. Толибжон Курбонхонов — за самую отчаянную попытку получить российскую регистрацию[9].

### № 17. «Серебряная калоша 2012»
| Дата                 | Место              | Название/Тема | Ведущие                          |
| -------------------- | ------------------ | ------------- | -------------------------------- |
| 30 октября 2013 года | Кремлёвский дворец |               | Ксения Собчак и Александр Гордон |

1. «Инстаграм года, или Выложившие из ума»:
  1. Анастасия Волочкова за фотографии на фоне наводнения на Дальнем Востоке,
  2. Алёна Долецкая за выложенные ей свои обнажённые снимки в соцсети,
  3. Михаил Прохоров за «самострел» в туалетном зеркале в качестве подарка всем женщинам к 8 марта,
  4. Рамзан Кадыров за фотографии своей еды ещё до её приготовления.
2. «Чиновник года, или Кресло расстаётся с человеком»:
  1. Владимир Вольфович Жириновский за желание избавить русский язык от заимствованных слов,
  2. бывший главный санитарный врач России Геннадий Онищенко за запреты на иностранные продукты питания,
  3. Заместитель Председателя Российской Федерации Дмитрий Рогозин за намерение создать межпланетные войска,
  4. Министр культуры РФ Владимир Мединский за трепетную любовь к искусству,
  5. Анатолий Сердюков за освобождение российской армии от лишних активов, земель и сооружений.
3. «Доброта года, или Пасть порву — моргалы выколю»:
  1. Божена Рынска за её схватку с журналистами,
  2. Ксения Собчак за любовь к детям,
  3. Леонид Якубович за конфликт с Аэрофлотом,
  4. Сергей Полонский за драку с камбоджийскими моряками.
4. «Мимими года»:
  1. Виталий МИлонов за неистовую борьбу с гомосексуализмом,
  2. Елена МИзулина за привлечение внимания всей страны к теме орального секса,
  3. челябинский МИтеорит.
5. Почётная номинация «Джигурда века» и специальный приз от «Мясокомбината Малаховский» — корзиной колбасы, чтобы и дальше так колбасило:
  1. Никита Джигурда — за вклад во всё, что движется.
6. «Гастарбайтер года, или Кому на Руси жить хорошо».
  1.  Жерар Депардьё,
  2. почётный житель московского аэропорта Эдвард Сноуден,
  3. новое лицо российского стрелкового оружия Стивен Сигал.
7. «Плагиат года, или Близнец подкрался незаметно»:
  1. Барак Обама — за полностью заимствованную у президента Владимира Путина концепцию предвыборной кампании,
  2. Олимпийский факел — за стопроцентное внешнее сходство с логотипом одной из марок русской водки,
  3. Ректор Московского Государственного Университета Виктор Антонович Садовничий — он публиковал в своём твиттере цитаты великих, выдавая за свои,
  4. Александр Лукашенко, который, увидев пойманную президентом России щуку, тут же поймал сома весом 57 килограммов.
8. «Нетерпимость года или занимательная ксенофобия»:
  1. депутат Государственной Думы Ирина Роднина — за выложенную фотографию Барака Обамы с бананом,
  2. Дмитрий Киселёв — за предложение зарывать сердца гомосексуалистов в землю,
  3. газета «Комсомольская правда» и её обозреватель Ульяна Скойбеда.

### № 18. «Серебряная калоша 2014»
| Дата                | Место        | Название/Тема | Ведущие                         |
| ------------------- | ------------ | ------------- | ------------------------------- |
| 24 ноября 2015 года | Гоголь-центр |               | Андрей Фомин и Татьяна Лазарева |

В 2015 году «Серебряный дождь» продал права на проведение «Серебряной калоши» продюсерскому центру Andrey Fomin Production Андрея Фомина. За станцией осталось право транслировать контент церемонии в эфире и размещать на интернет-ресурсах. Лауреатами стали Анастасия Волочкова, Данила Козловский, Сергей Лавров, Леся Рябцева, Дмитрий Цорионов и другие.

### Пресс-релизы на сайте радиостанции с видео- и аудиофрагментами
- 1996, видео.
- 1997, видео.
- 1998, видео.
- 2000, видео.
- 2001, видео.
- Видео 2002.
- Видео 2003.
- Видео 2004.
- Видео 2005.
- Видео 2006.
- 2007, песни, видео.
- 2008, песни, видео.
- 2009, песни, Ролик по мотивам 13-й «Серебряной Калоши».
- 2010, песни.
- 2011, песни, Твиттер Серебряной калоши.
- 2012.
- 2012 фото.
- 2013.